# Пікова дама (фільм, 1982)
«Пікова дама» (рос. «Пиковая дама») — радянський художній фільм режисера Ігоря Масленникова за повістю О. С. Пушкіна, знятий на кіностудії «Ленфільм» у 1982 році.

## Сюжет
Інженер Германн не схожий на інших — він ніколи не грає в карти, однак завжди присутній при грі. Одного разу він почув таємничу історію про три карти… Віртуозно-артистична екранізація сюжету Пушкіна, поставлена Ігорем Масленниковим. Текст від автора читає Алла Демидова.

## У ролях
- Алла Демидова —  оповідач
- Віктор Проскурін —  Германн
- Ірина Димченко —  Лізавета Іванівна
- Олена Гоголєва — графиня Анна Федотівна
- Віталій Соломін —  Томський
- Інокентій Смоктуновський —  Чекалинський
- Костянтин Григор'єв —  Нарумов
- Олександр Захаров —  Сурін

## Знімальна група
- Режисер-постановник:  Ігор Масленников
- Оператор-постановник:  Юрій Векслер
- Художник:  Ісаак Каплан
- Художник по костюмах: Неллі Лев
- Автор сценарію:  Олександр Шлепянов
- Звукооператор:  Ася Звєрєва
- Музика з творів Дмитра Бортнянського
- Режисер:  Аркадій Тигай
- Режисер комбінованих зйомок:  Віктор Оковитий
- Художник-гример: Лілія Зав'ялова
- Монтажер: Людмила Образумова
- Оператор: Михайло Куликов
- Майстер по світлу: Євген Степанов
- Редактор: Микита Чирсков
- Директор картини: Григорій Прусовський